# Montes Spitzbergen

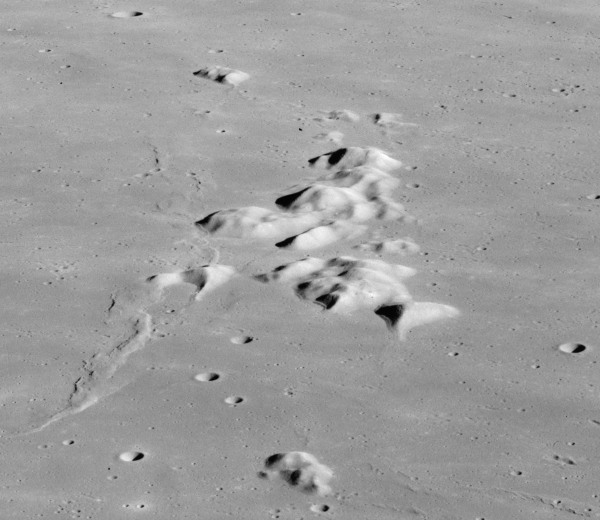
Montes Spitzbergen. Foto: Apol·lo 15.

Els Montes Spitzbergen són una cadena muntanyenca de la Lluna que emergeix de l'est de la Mare Imbrium. El nom va ser posat per l'astrònoma britànica Mary Adela Blagg (1858-1944), en referència a la Illa de Spitsbergen (Noruega) i a causa de la semblança física amb la serralada.
La cadena muntanyenca està situada al nord del cràter Arquimedes, amb una orientació de nord a sud. Té una longitud de 60 km i una amplària de 15 km, albergant quatre importants pics, amb una altura que oscil·la entre 1100 i 1300 m.
Els Montes Spitzbergen, juntament amb els Montes Recti, els Montes Teneriffe i el Mons Pico que es troben al nord-oest, constitueixen alguns dels fragments supervivents de l'anell interior d'un conjunt original de tres formats per l'impacte que va causar la formació de la conca de la Mare Imbrium fa uns 3850 milions d'anys.

## Cràters satèl·lit
Els cràters satèl·lit són petits cràters situats prop de l'accident geogràfic principal. Reben el mateix nom que aquest accident, acompanyat d'una lletra majúscula complementària (fins i tot si la formació d'aquests cràters és independent de la formació de l'accident principal).
| Spitzbergen | Coordenades                          | Diàmetre |
| ----------- | ------------------------------------ | -------- |
| A           | 32° 43′ N, 7° 06′ O / 32.71°N,7.1°O  | 6,13 km  |
| C           | 32° 53′ N, 8° 49′ O / 32.88°N,8.81°O | 6,27 km  |
| D           | 33° 18′ N, 8° 46′ O / 33.3°N,8.76°O  | 3,18 km  |